# Germán Chavarría
Germán José Chavarría Jiménez (San José, 19 de marzo de 1958) es un exfutbolista profesional costarricense, siendo un jugador reconocido por ser de los primeros futbolistas costarricenses en jugar una copa del mundo, como lo es la Copa Mundial 1990. 

## Trayectoria
Desarrolló su carrera en el Club Sport Herediano, club con el que militó durante 17 temporadas entre 1978 y 1995, anotando 23 goles en 493 partidos (siendo además el jugador florense con más juegos en la Primera División de Costa Rica). Su debut oficial en la Primera División de Costa Rica lo haría el 12 de noviembre de 1978 ante el Deportivo Saprissa. Con los florenses se proclamaría campeón en los torneos de 1978, 1979, 1981, 1985, 1987 y 1993. A nivel internacional obtendría el título de Campeón de la Copa Camel en 1988. Su máxima distinción individual es que nunca recibió una tarjeta roja en casi 20 años como futbolista profesional.

## Selección nacional
A nivel de selecciones nacionales disputó los Juegos Olímpicos de Los Ángeles 1984 y Copa Mundial de Fútbol de 1990, logrando un total de 9 partidos, sin anotaciones.

### Participaciones en Juegos Olímpicos
| Torneo                   | Sede        | Resultado    |
| ------------------------ | ----------- | ------------ |
| Juegos Olímpicos de 1984 | Los Ángeles | Primera fase |

### Participaciones en Copas Mundiales
| Mundial                        | Sede   | Resultado        | Partidos | Goles |
| ------------------------------ | ------ | ---------------- | -------- | ----- |
| Copa Mundial de Fútbol de 1990 | Italia | Octavos de final | 3        | 0     |

## Clubes
| Club                 | País       | Año         |
| -------------------- | ---------- | ----------- |
| Club Sport Herediano | Costa Rica | 1978 - 1995 |

## Palmarés

### Títulos nacionales
| Título                         | Club            | País       | Año  |
| ------------------------------ | --------------- | ---------- | ---- |
| Primera División de Costa Rica | C. S. Herediano | Costa Rica | 1978 |
| Primera División de Costa Rica | C. S. Herediano | Costa Rica | 1979 |
| Primera División de Costa Rica | C. S. Herediano | Costa Rica | 1981 |
| Primera División de Costa Rica | C. S. Herediano | Costa Rica | 1985 |
| Primera División de Costa Rica | C. S. Herediano | Costa Rica | 1987 |
| Primera División de Costa Rica | C. S. Herediano | Costa Rica | 1993 |